# Cryphaeophilum
Cryphaeophilum là một chi rêu trong họ Cryphaeaceae.